# Code of Honor: Francuska Legia Cudzoziemska
Code of Honor: Francuska Legia Cudzoziemska – komputerowa gra akcji stworzona i wydana przez City Interactive 23 lutego 2007 roku. Fabuła jest luźno oparta na wydarzeniach z wojny domowej na Wybrzeżu Kości Słoniowej.

## Odbiór gry
Gra spotkała się z negatywnym odbiorem wśród krytyków, uzyskując według agregatora Metacritic średnią z ocen wynoszącą 38/100 oraz 41,5% według serwisu GameRankings.